# 巴巴·萬加
巴巴·萬加（1911年1月31日—1996年8月11日），本名萬格莉亞·潘德娃·古什特羅娃（Вангелия Пандева Гущерова，娘家姓Сурчева，Surcheva），在中文圈又被稱為盲眼龍婆，保加利亞盲人預言家、神秘學家與藥草學家，知名於其通過預知夢的方式說出的高準確預言，例如預測出九一一襲擊事件和庫斯科號潛艇沉沒的發生。
萬加在12歲時於一場大風暴當中神秘地失明，當家人找到奄奄一息的她時發現，她的眼睛已經被泥土覆蓋並封起，後來她聲稱在失蹤時經歷了第一個「幻像」，並開始相信自己有能力可以預測未來與治癒他人。

## 預言行為
其眾多預言一直包含到西元5000年左右，但眾多預言中有些精準無比例如庫斯科號潛艇沉沒、歐巴馬當選總統等，有些又完全失誤，有些則被家屬出面否認說是外人杜撰，使其成為著名爭議人物而出名世界。同時有些預言語句模糊導致有多種解釋，成為一些預言愛好圈津津樂道而又持久不衰的議題，有神祕學專家聲稱其命中率86%以上已經有近百條預言命中，但見仁見智，只能說是特定領域研究者的一家之言結論。她很多預言透過事後解釋可有一種恍然大悟的感覺，然而這種解釋是否為她看見的「異象」畫面本質，永遠無法驗證，同時另有一批預言的解釋有牽強之感，與其他歷史上預言或算命一樣無人能否認這種解釋為非但也沒法證實為對。
例如萬加錯誤地預測1994年FIFA世界杯決賽將在“以B開頭的兩隊”之間進行。決賽選手是有一隊巴西隊，但保加利亞在半決賽中被意大利淘汰出局，預言失準。根據The National雜誌的說法，預言有第三次世界大戰將於2010年11月開始，持續到2014年10月之後2016年穆斯林佔領歐洲等。但目擊者和親密的朋友也聲稱她從未做過這樣的預言，事實上當被要求預測世界大戰時她宣稱不會有第三次世界大戰，成為羅生門，而到了日期過後的今日也並沒有世界大戰，所以此事件表明其實一些巴巴·萬加預言的來源管道並不純粹，可能有周邊人自創加料。
在可信度較高的來源中，預言了“另一個維度”的存在，指整個文明將開始通過“虛假世界”傳播。她聲稱在2003年後，任何人都能夠與他人同步思考，允許某種形式的次要身分存在，可以解釋為預言網路時代崛起和後真相政治，但也可以做其他解釋，成為萬加預言語句模糊性的最佳範例。
另有萬加身邊的人傳出她預測了自己死亡的確切日期，夢見自己將於8月11日死亡，並於8月13日被埋葬，最後精準實現。在此之前不久，她曾說過一個生活在法國的十歲盲人女孩將會繼承她的天賦，人們很快就會再次聽到她的預言聲音。但這些預言是否可信尚缺乏證據，然而已被大量刊載在眾多神祕學叢書中，甚至直接被媒體引用，給人已經鐵證如山的感覺。